# Ranunculus kuepferi
Ranunculus kuepferi är en ranunkelväxtart. Ranunculus kuepferi ingår i släktet ranunkler, och familjen ranunkelväxter.

## Underarter
Arten delas in i följande underarter:
- R. k. kuepferi
- R. k. orientalis

## Bildgalleri

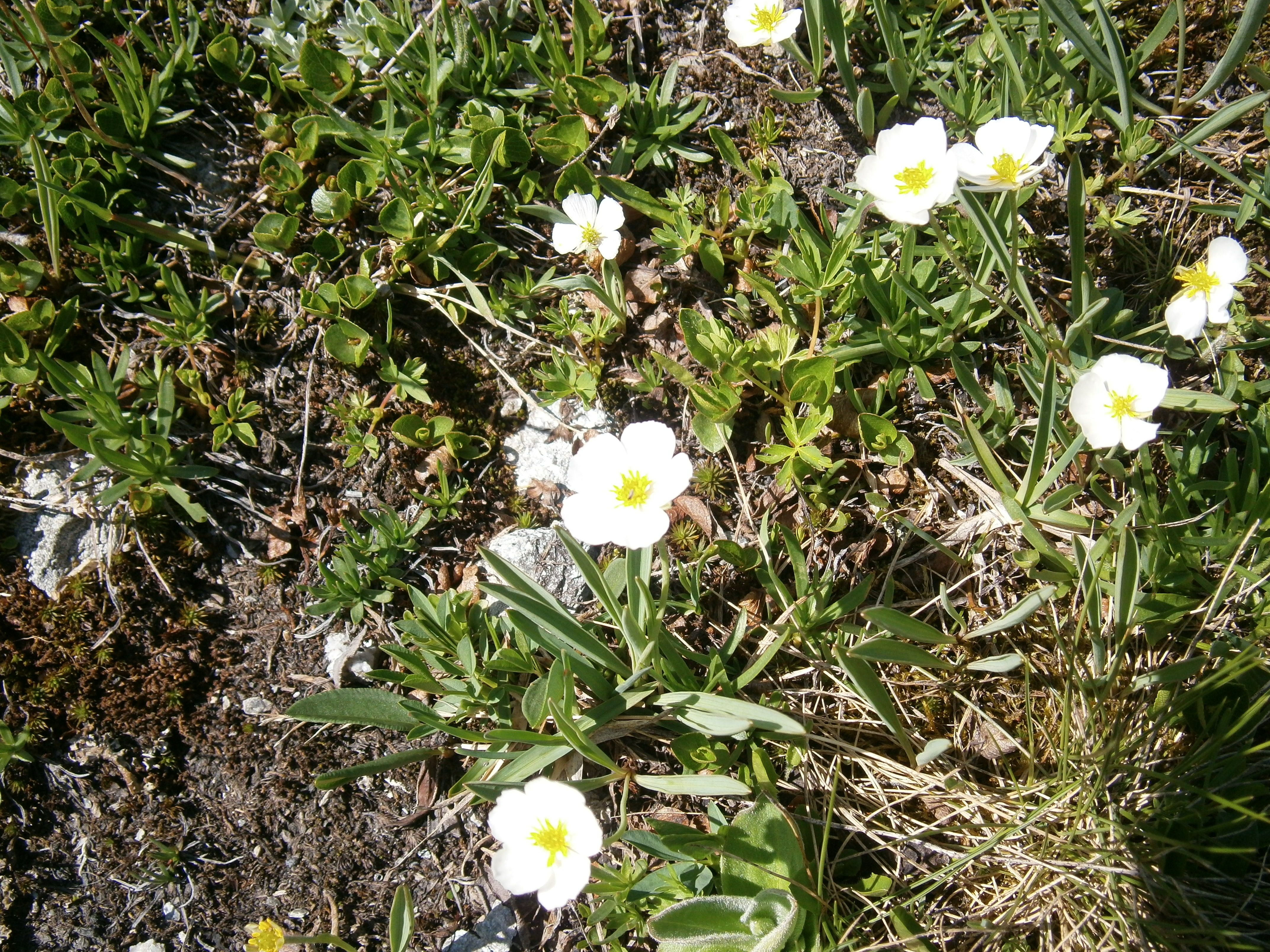
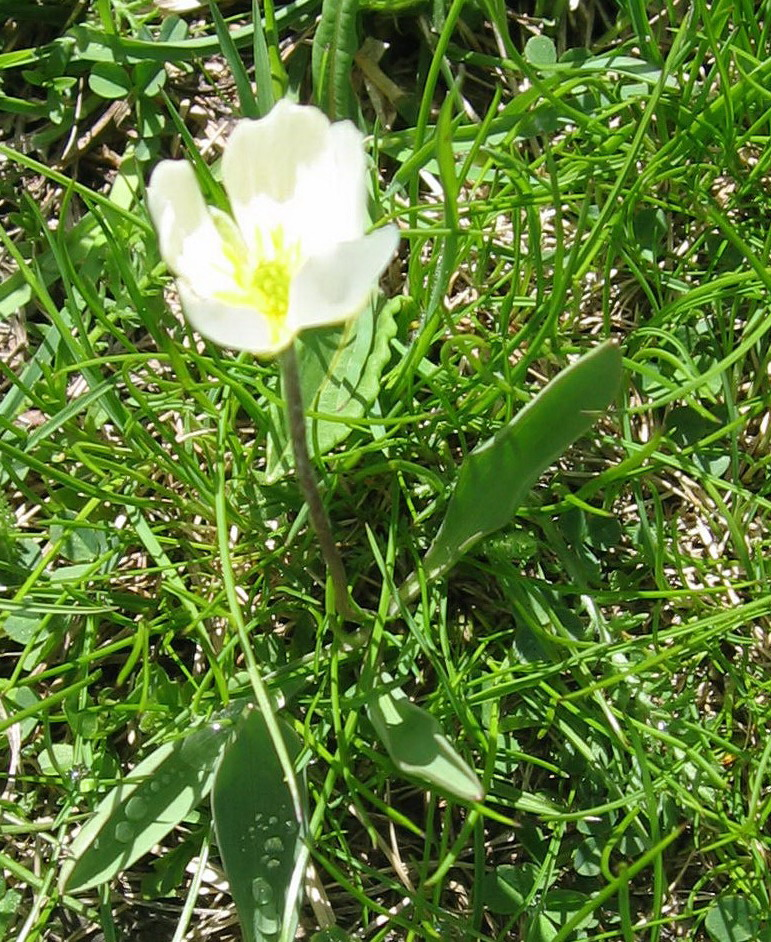
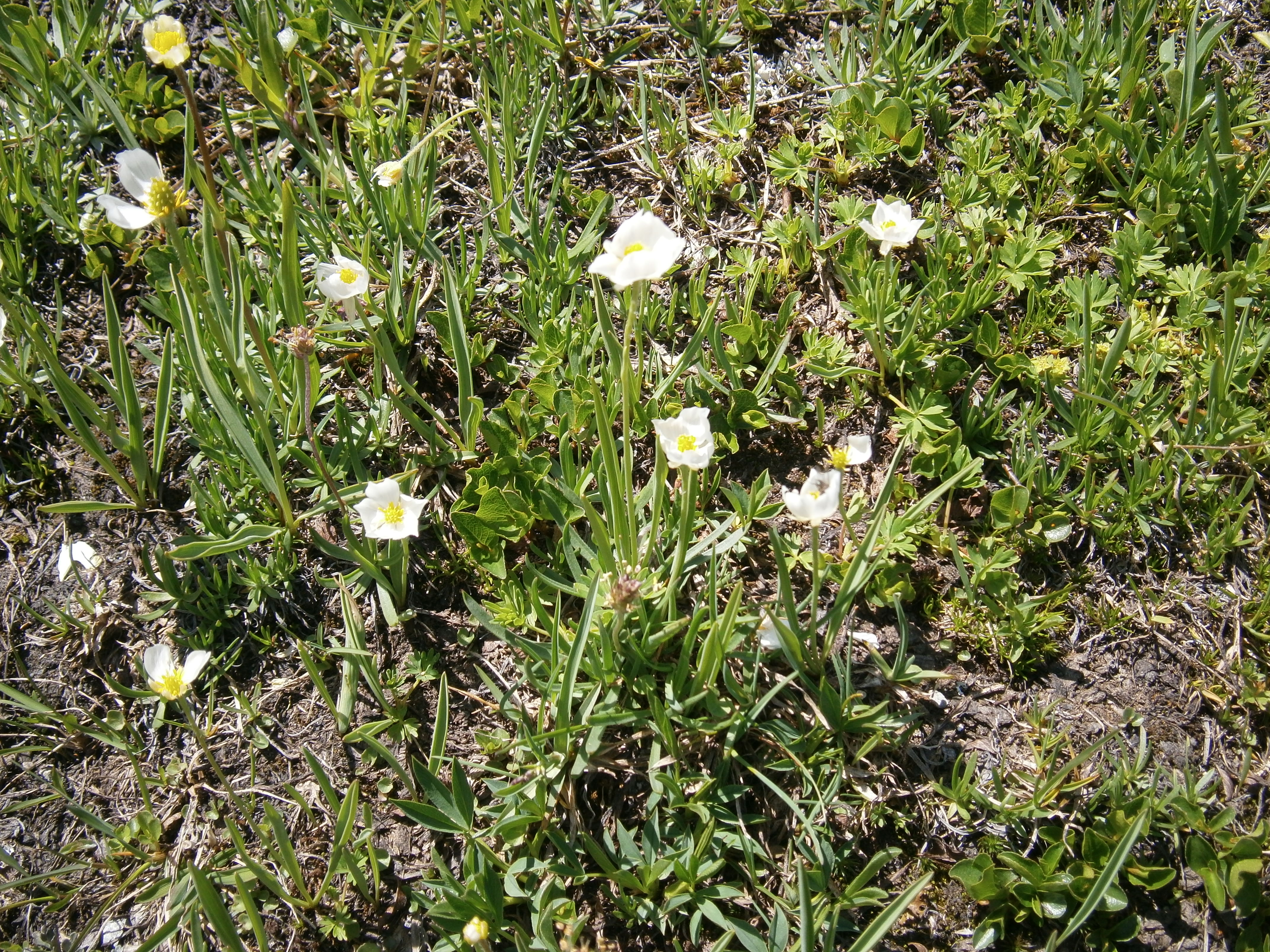
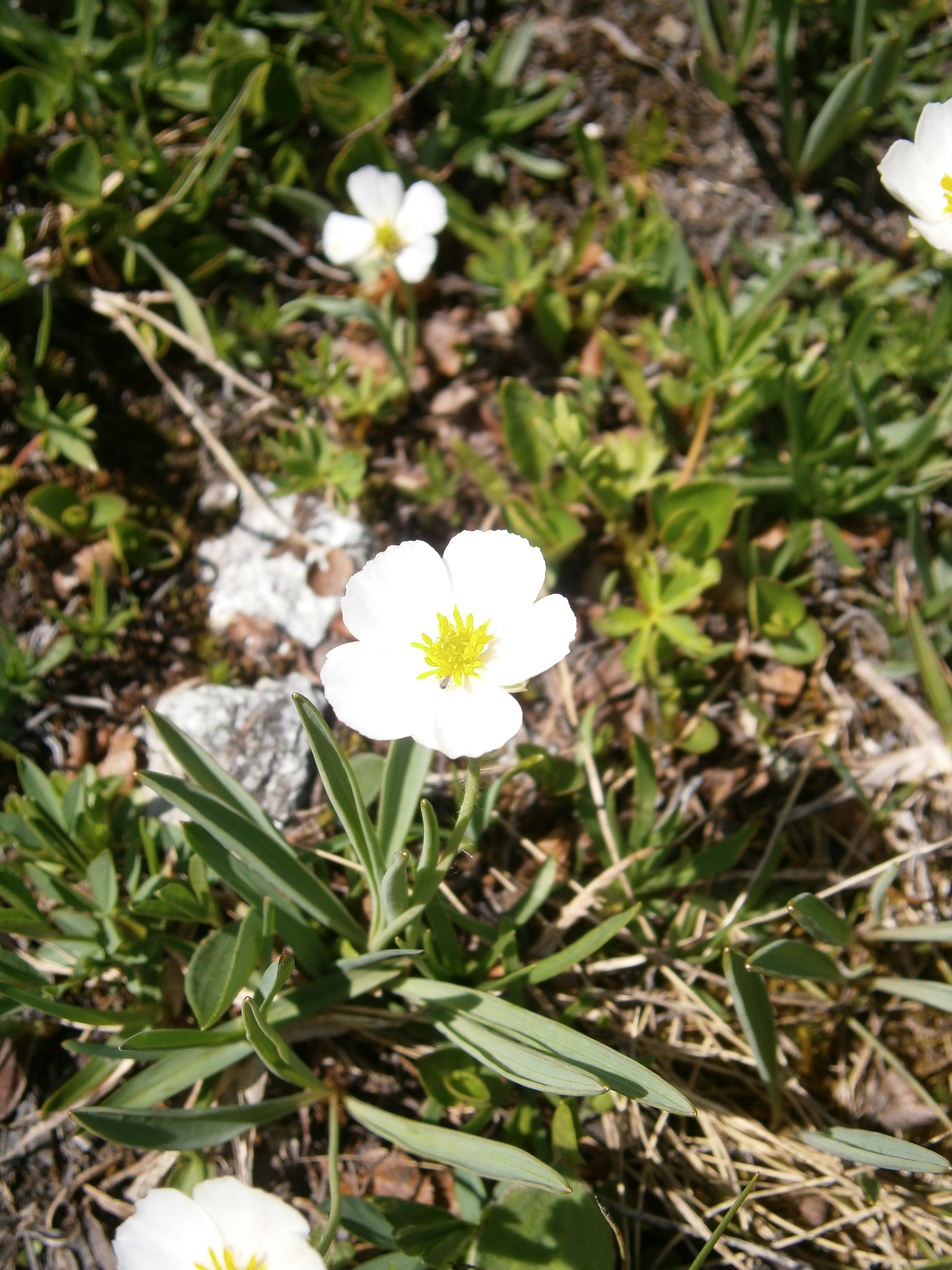
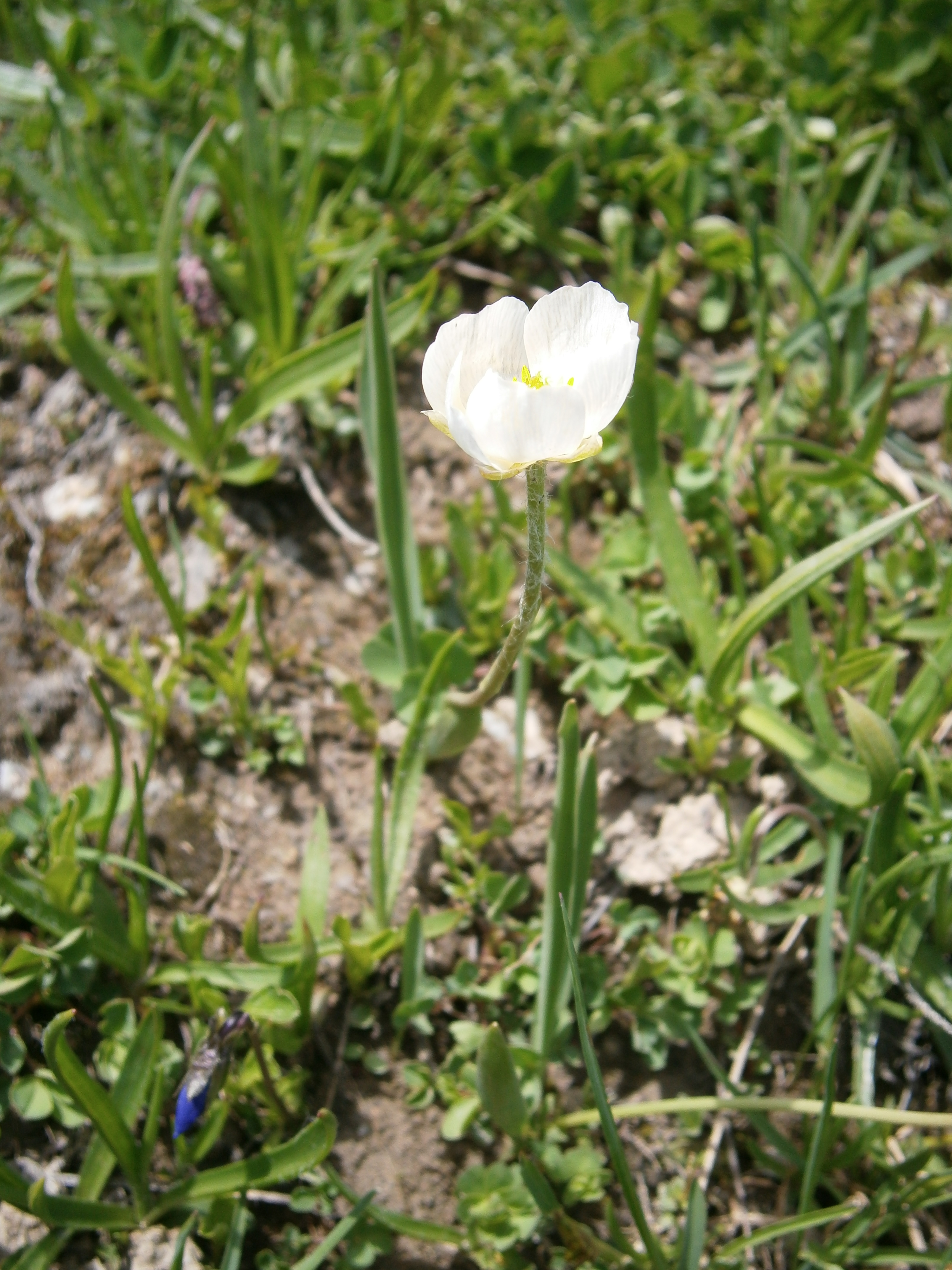
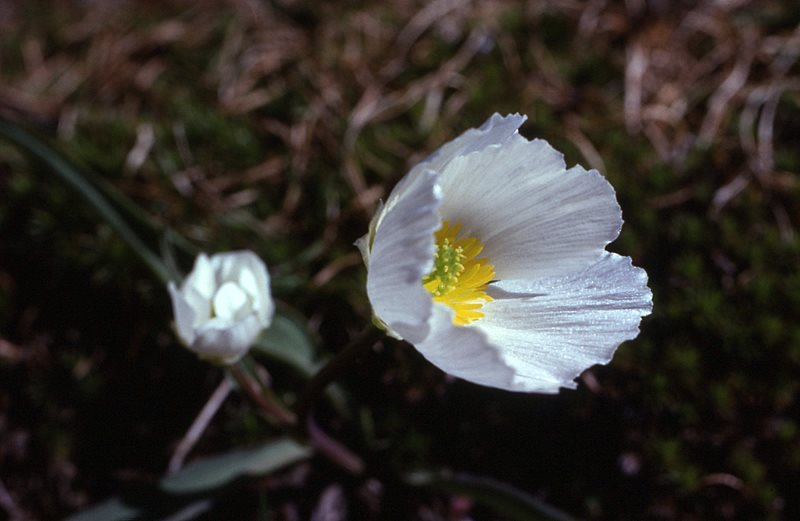